# Dušan Željeznov
Dušan Željeznov, slovenski novinar, pesnik, publicist in prevajalec, * 28. oktober 1927,  Ljubljana, † 30. november 1995, Ljubljana.

## Življenje in delo
Dušan Željeznov, brat elektrotehnika Miljutina Željeznova, ki se je rodil očetu profesorju Ivanu Željeznovu in materi pisateljici Marijani Željeznov-Kokalj, je klasično gimnazijo od 1937 obiskoval v rojstnem mestu, jeseni 1943 je bil zaradi sodelovanja z OF izključen iz 7. razreda in zaprt. Maturiral je jeseni 1945 ter se nato vpisal na Medicinsko fakulteto v Ljubljani, se 1946 prepisal na Filozofsko fakulteto v Ljubljani, kjer je študiral svetovno književnost in ruski jezik ter 1960 diplomiral. Leta 1961 opravil profesorski izpit za srednje šole. V letih 1947–1948 je bil pomočnik kulturnega uredništva Slovenskega poročevalca, 1950–1951 novinar Radia Koper, od 1952 v svobodnem poklicu, 1960–1962 profesor na osnovni šoli S. Žagar v Kranju, 1962–1970 novinar Dnevnika, 1971–1973 Dela, 1974–1975 glavni in odgovorni urednik revije TV–15,  1975–1997 vodja dopisništva mariborskega Večera v Ljubljani, od 1977 odgovorni urednik tednika Iskra (glasilo podjetja Iskra). Leta 1990 se je upokojil.
Najprej se je pojavil kot pesnik udarnega povojnega aktivizma v Mladini (1945–1946) in bil 1946–1951 član uredniškega odbora ter med vodilnimi pesniki mlajše generacije. Kot novinar se je posvečal umetniškim krogom. Napisal je veliko intervjujev in portretov domačih in tujih umetnikov in znanstvenikov, katere je večinoma pisal za Ljubljanski Dnevnik.
Prevedel je knjižna dela več ruskih, italijanskih in hrvaških književnikov.

## Prevodi (delni pregled)
- Prvi krog (COBISS)
- Petinštirideseto leto  (COBISS)
- Mrtvi ne čutijo bolečin  (COBISS)
- Moje življenje  (COBISS)
- Človekova usoda (COBISS)
- Ljudje in neljudje (COBISS)
- Mafija včeraj in danes (COBISS)
- Zgodba o Viku (COBISS)